# Bitwa jutlandzka – potyczka niszczycieli

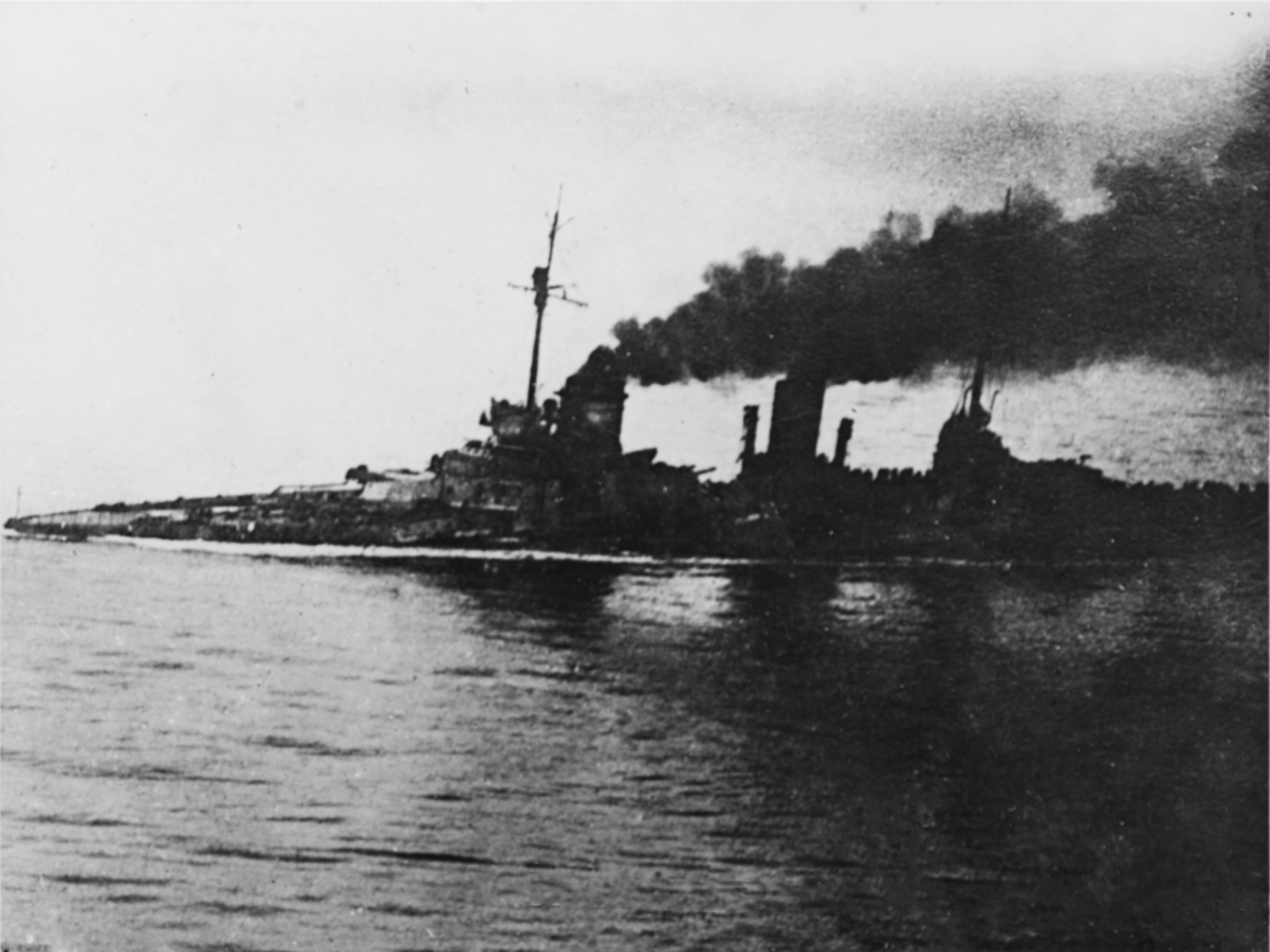
Ciężko uszkodzony „Seydlitz” po bitwie

Bitwa jutlandzka – potyczka niszczycieli – w trakcie pierwszej fazy bitwy jutlandzkiej, znanej jako „wyścig na południe”, doszło do gwałtownej potyczki grupy brytyjskich i niemieckich kontrtorpedowców. W czasie starcia zatonęły dwa brytyjskie i dwa niemieckie okręty tego typu, uszkodzony został także niemiecki krążownik liniowy SMS „Seydlitz” trafiony torpedą wystrzeloną przez brytyjskiego HMS „Petard”.

## Przebieg potyczki
Tuż po eksplozji „Indefatigable”, dowodzący siłami brytyjskimi admirał Beatty o 16:09 przekazał znajdującemu się na pokładzie krążownika lekkiego „Champion” kapitanowi Jamesowi Farie rozkaz, aby towarzyszące mu kontrtorpedowce wykonały atak torpedowy na okręty niemieckie. Sześć minut później Fairie przekazał rozkaz komandorowi flotylli niszczycieli Edwardowi Binghamamowi (okręt flagowy HMS „Nestor”), który natychmiast zmienił kurs i ruszył z maksymalną prędkością w kierunku nieprzyjaciela.
Początkowa faza manewru została zakłócona przez lekki krążownik HMS „Nottingham”, który przeciął kurs flotylli Binghamama i zmusił część jego okrętów do gwałtownym manewrów w celu uniknięcia zderzenia. Brytyjskie kontrtorpedowce nie miały już szansy na sformowanie spójnej formacji bojowej i pospieszyły w kierunku nieprzyjaciela w kilku luźnych grupach na czele których płynął „Nestor” z podążającymi za nim HMS „Nomad” i „Nicator”, a następnie osobno płynące „Petard”, „Obdurate” i „Nerissa”. W osobnej grupie płynęły HMS „Turbulent”, „Termagant”, „Moorsom” i „Morris”. Dwa okręty, HMS „Pelican” i „Narborough”, w ogóle nie przystąpiły do ataku.
W tym samym czasie podobny rozkaz wydał dowodzący flotą niemiecką admirał Hipper i w kierunku okrętów brytyjskich wyruszyło 11 kontrtorpedowców IX Flotylli, 4 kontrtorpedowce II Flotylli wraz z ich liderem, lekkim krążownikiem SMS „Regensburg”.
Kontrtorpedowce brytyjskie z 9, 10 i 13 Destroyer Flotilla (Flottyli Niszczycieli) należały głównie do typu „M”.  Większość niemieckich kontrtorpdowców była mniejsza i słabiej uzbrojona niż okręty brytyjskie, stanowiły one mieszankę wielu różnych typów.  Biorąc pod uwagę jedynie dane taktyczno-techniczne, osiągi i uzbrojenie kontrtorpedowców brytyjskich i niemieckich, okręty brytyjskie miały znaczą przewagę i posiadały silniejsze uzbrojenie artyleryjskie.  Różnica wynikała z różnych założeń taktycznych stawianych przed tymi okrętami.  Zadaniem niemieckich Grosse Torpedoboot było jedynie zaatakowanie torpedami okrętów nieprzyjaciela.  Brytyjskie okręty były zaprojektowane jako „prawdziwe” kontrtorpedowce – ich podstawowym zadaniem była ochrona głównych okrętów floty przed atakiem torpedowców i dopiero po odparciu takiego zagrożenia mogły one zaatakować okręty nieprzyjaciela swoimi torpedami.  Przewaga artyleryjska kontrtorpedowców brytyjskich nad niemieckimi była jednak iluzoryczna, jako że większość starcia miała miejsce w pobliżu większych okrętów niemieckich które wspierały własne kontrtorpedowce ogniem dział kalibrów od 120 do 152,2 mm.
Okręty obydwu flot wpadły na siebie z połączoną prędkością ok. 60 węzłów wymieniając gwałtowny i chaotyczny ogień, i wystrzeliwując w kierunku nieprzyjaciela torpedy.
Pierwszym poważnie uszkodzonym okrętem był brytyjski „Nomad”, który został trafiony w maszynownię 150 mm pociskiem najprawdopodobniej pochodzącym z jednego z niemieckich krążowników, okręt stanął nieruchomo w wodzie. Mniej więcej w tym samym czasie wystrzelona prawie na chybił-trafił torpeda z „Petarda” trafiła z odległości ok. 2700 metrów w niemiecki kontrtorpedowiec SMS „V.29”. Przepływając koło tonącego już „V29”, „Petard” dodatkowo ostrzelał go ze swoich 4-calowych armat.
Z walki wypadły także zatopiony ogniem artyleryjski niemiecki „V27”, ale sześciu niemieckim kontrtorpedowcom udało się wystrzelić 10 torped w kierunku angielskich krążowników liniowych ale wszystkie z nich chybiły. 15 minut później druga grupa niemieckich niszczycieli zaatakowała z kolei grupę pancerników brytyjskich, ale ponownie wszystkie torpedy (siedem lub osiem w zależności od źródeł) chybiły.
Po dokonaniu drugiego ataku torpedowego niemieckie kontrtorpedowce IX Flotylli wycofały się w kierunku własnych sił ratując po drodze załogi zatopionych „V27” i „V29”. Brytyjskie kontrtorpedowce „Nestor” i „Nicator” zwróciły się w kierunku niemieckich krążowników liniowych, aby je zaatakować torpedami pomimo silnego ognia z lekkiego krążownika „Regensburg” i czterech dużych kontrtorpedowców typu „G” należących do II Flotylli. Torpedy „Nestora” i „Nicatora” wystrzelone z odległości 5400 metrów nie trafiły do ich celu, jako że okręty Hippera właśnie dokonały gwałtownego zwrotu rozpoczynają drugą fazę bitwy jutlandzkiej znanej jako „wyścig na północ”, ale pomimo silnego ostrzału dowódca „Nestora” zaatakował ponownie. Tuż po zwrocie po odpaleniu torpedy „Nestor” został trafiony w przednią kotłownię pociskiem 150 mm i zmuszony do zatrzymania maszyn.
W kierunku uszkodzonego i stojącego nieruchomo w wodzie „Nestora” ruszyło kilka niemieckich kontrtorpedowców, ale wycofały się one szybko po tym jak zostały ostrzelane z jego wciąż działających 4-calowych dział. Wcześniej uszkodzony „Nomad” nadal utrzymywał się na wodzie, choć zaczął powoli kłaść się na burtę, jego oficer torpedowy Paul Whitfield wystrzelił cztery torpedy w kierunku niemieckich okrętów ale i te torpedy nie znalazły celu.
O 16:43 Beatty zdecydował się odwołać atak swoich niszczycieli, ale rozkaz został zignorowany przez niektórych dowódców lub niezauważony przez innych, który byli zbyt zajęci walką z nieprzyjacielem, aby śledzić sygnały z „Liona”. Atak na niemieckie okręty był kontynuowany przez „Petarda” i „Turbulenta”, które wykonały po dwa ataki torpedowe, drugi z nich okazał się skuteczny i jedna z torped wystrzelonych przez „Petarda” trafiła w „Seydlitza”. Cios nie okazał się dla niemieckiego okrętu śmiertelny, choć usunął z akcji jedno działo 150 mm i spowodował znaczne przecieki w kadłubie.
Wracając w kierunku własnych sił „Petard” zaoferował unieruchomionemu „Nestorowi” wzięcie go na hol, ale dowódca „Nestora” odmówił widząc zbliżające się główne siły niemieckie i nie chcąc ryzykować zatopienia drugiego okrętu.
W tym czasie także z pokładów innych brytyjskich okrętów dostrzeżone główne siły niemieckiej floty i przynajmniej jeden niszczyciel, „Moorsom” zdecydował się na atak na niemieckie pancerniki. Przed dokonaniem ataku zbliżył się na odległość ok. 5400 metrów jednak obydwie wystrzelone torpedy chybiły. Po ataku „Moorsom” rozpoczął ucieczkę w kierunku własnej linii, ale został trafiony pociskiem 150mm, który ściął jego maszt i uszkodził system zasilania kotłów ropą. Po odcięciu ciągnącego się za nim masztu i prowizorycznemu naprawieniu systemu paliwowego, dowódca „Moorsoma” zdecydował się ponownie zaatakować okręty niemieckie dwoma pozostałymi torpedami. Po odpaleniu torped okręt zawrócił w kierunku własnych pancerników mijając po drodze unieruchomionego „Nestora” i „Nomada”. W obliczu nadciągającej niemieckiej floty „Morson” nie był w stanie udzielić im pomocy i obydwa okręty stojąc nieruchomo w wodzie czekały na swój ostateczny los.
Zbliżywszy się na około 5 mil do „Nomada” niemieckie okręty otworzyły ogień, głównie z armat 152mm, bijąc w nieruchomy cel.  Wielokrotnie trafiony „Nomad” szybko zatonął około trzech minut później. W kilka minut później podobny los spotkał podobnie unieruchomionego „Nestora”. Załogi obydwu okrętów zostały uratowane przez niemieckie okręty, dowódca „Nestora” komandor podporucznik Bingham przetrwał bitwę, w późniejszym czasie został udekorowany najwyższym brytyjskim odznaczeniem wojskowym, Victoria Cross, za przywództwo i męstwo w obliczu wroga.

## Straty

### Strona brytyjska
Okręty zatopione:
- HMS „Nomad” - 8 zabitych, 4 rannych, 72 wziętych do niewoli
- HMS „Nestor” - 6 zabitych, 8 rannych, 80 wziętych do niewoli

Okręty uszkodzone:
- HMS „Obdurate” - 1 zabity, 1 ranny
- HMS „Petard” - 9 zabitych, 6 rannych

### Strona niemiecka
Okręty zatopione:
- SMS „V27” - 3 rannych
- SMS „V29” - 33 zabitych, 3 rannych